# Neukirch (Rottweil)
Neukirch ist ein Ortsteil von Rottweil, zwischen Schwarzwald und Schwäbischer Alb in Baden-Württemberg gelegen. Zusammen mit dem zugehörigen Weiler Vaihingerhof hat der Ort rund 600 Einwohner. Das Dorf wird umgeben vom Plettenberg, Wochenberg und Lemberg.

## Geschichte
Erstmals erwähnt wurde das Dorf um 1120. Am 1. Januar 1973 erfolgte die Eingliederung in die Stadt Rottweil.
Am 11. September 1992 brannte die Pfarrkirche, das weithin sichtbare Wahrzeichen des Dorfes, bei Renovierungsarbeiten bis auf die Grundmauern nieder. Sie wurde im ursprünglichen Zustand wieder aufgebaut und am 2. April 1995 von Bischof Walter Kasper eingeweiht.

## Wirtschaft und Infrastruktur
Das Gewerbegebiet Im Eferen wurde Anfang der 1980er Jahre zwischen der Zepfenhanerstraße und der Bundesstraße 27 gegründet. Ein Neubaugebiet befindet sich im Engelsburgweg. In der Dorfmitte wird eine Bäckerei betrieben. Seit Oktober 2012 ist das Gewerbegebiet Im Eferen mit einer Einfahrt direkt an die B 27 angeschlossen, sodass der Ortsverkehr entlastet wird.
Neukirch wird durch die Bundesstraße 27 in zwei Hälften geteilt. Durch das Nahverkehrskonzept, das 2000 eingeführt wurde, fährt zehnmal täglich ein Bus nach Balingen und Rottweil.

## Soziale Einrichtungen und Organisationen
1906 wurde die Musikkapelle Neukirch e.V. gegründet, welche heute rund 40 Mitglieder hat.
Die im Jahre 1965 erbaute Schule wird von den Schülern der Klassen 1 bis 4 aus den Stadtteilen Neukirch, Vaihingerhof und Zepfenhan besucht.
1966 erfolgte die Gründung des TSV Neukirch e.V.
Seit dem Jahr 2005 besitzt Neukirch ein Bürgerhaus, das von allen Ortsansässigen und Bewohnern der Nachbarorte für Vereins- und Privatfeiern genutzt werden kann.
Für die Jugendlichen wird von der Stadt Rottweil und der Gemeinde ein Jugendraum im Rathaus zur Verfügung gestellt. Der Jugendring Neukirch wird seit 2012 unter neuer Regie geführt, die sich wieder vermehrt für Öffentlichkeitsarbeit und soziales Engagement wie Dorfmeisterschaft und „Dorfputzete“ im Dorf einsetzt.

## Politik
Am 5. Dezember 1978 ist Ortsvorsteher Paul Grimm nach 32-jähriger Tätigkeit an der Spitze der Gemeinde altershalber in den Ruhestand getreten. Der Gemeinderat der Stadt Rottweil wählte auf Vorschlag des Ortschaftsrates nach den jeweiligen Kommunalwahlen Josef Ziegler zum ehrenamtlichen Ortsvorsteher. Dieses Ehrenamt übte er mehr als 25 Jahre lang aus.
Der amtierende Ortsvorsteher ist seit 2017 Kendy Scharein.